# Adriaan Koonings
Adriaan Koonings (Rotterdam, 23 december 1895 – aldaar, 18 april 1963) was een Nederlands profvoetballer en voetbalcoach. Hij was vooral actief als aanvaller.
Koonings was zijn hele voetbalcarrière actief bij Feyenoord. Hij begon hier bij de jeugdafdeling. Van 1915 tot 1930 speelde hij in totaal 301 competitiewedstrijden voor deze club. In die wedstrijden maakte hij 122 doelpunten. Hij stond bekend als een kopsterke aanvaller en was een belangrijke steunpilaar van het team dat de club in de jaren '20 naar de top van het Nederlandse voetbal bracht en de eerste twee landstitels schonk. Zijn bijnaam was "De King".
Hij wordt gezien als een van de grootste spelers van het Feyenoord van voor de Tweede Wereldoorlog. In 1929 werd hij bij de club benoemd tot Lid van Verdienste.
In 1924 speelde hij eenmalig in het Nederlands voetbalelftal in een vriendschappelijke wedstrijd tegen Duitsland, die Nederland met 0-1 verloor.
Na te zijn gestopt met voetballen, werd Koonings voetbalcoach. In mei 1930 trad Koonings als trainer bij stadgenoot Sparta in dienst. Hij werd de opvolger van de Engelsman Peter Donaghy, die ontslag had genomen. Koonings was daarmee de eerste Hollandse oefenmeester die in de Westelijke Eerste Klasse in vaste dienst kwam. Tot 1944 bleef Koonings trainer van Sparta.
Later dat jaar werd hij coach van Willem II.
Vanaf 1946 wordt Koonings trainer van Feyenoord met als doel het technisch niveau, de eerzucht en de successen van voor de oorlog terug te brengen. Hij introduceert het stopperspilsysteem, waarin de centrale middenvelder afzakt naar de verdediging.
In zijn eerste trainersjaar wordt Feyenoord zesde. In 1947 wordt de ploeg tweede achter Ajax, al wint Feyenoord in De Kuip wel van de Amsterdamse club. De twee jaren daarna loodst hij Feyenoord wederom naar een tweede plaats, ditmaal na respectievelijk HFC EDO en VSV. In 1950 wordt hij opgevolgd door Harry Topping.
In 1952 keert hij terug als hoofdcoach bij Feyenoord. Begin 1954 werd hij tijdelijk bondstrainer bij de KNVB voor de beloften als vervanger van de geblesseerde Karel Kaufman. In het seizoen 1955/56 trainde hij BVC Amsterdam. Na zijn trainersloopbaan beheerde hij samen met zijn vrouw enige tijd de kantine bij Feyenoord.

## Overwinningen
- 1923-24 : Winnaar Eredivisie met Feyenoord.
- 1927-28 : Winnaar Eredivisie met Feyenoord.
- 1929-30 : Winnaar KNVB beker met Feyenoord.